# Kunzang Choden (tiratrice)
Kunzang Choden (Thimphu, 14 agosto 1984) è una tiratrice a segno bhutanese.

## Categoria
Nel 2012 ha partecipato alle Olimpiadi di Londra nel tiro a segno in specialità Carabina 10 metri aria compressa dove si è qualificata ultima con 381 punti su 400. È stato il primo olimpionico femminile bhutanese e il primo a competere in una disciplina diversa dal tiro con l'arco.
Allena la tiratrice Lenchu Kunzang che è riuscita a qualificarsi alle Olimpiadi di Rio.

## Palmarès
| Anno | Manifestazione | Sede   | Evento                           | Risultato | Prestazione | Note |
| ---- | -------------- | ------ | -------------------------------- | --------- | ----------- | ---- |
| 2012 | XXX Olimpiadi  | Londra | Carabina 10 metri aria compressa | 56º posto | 381/400     |      |